# Patricia du Roy de Blicquy
Patricia du Roy de Blicquy (* 7. Oktober 1943 in Brüssel), verheiratete Patricia de Pomereu, ist eine ehemalige belgische Skirennläuferin.

## Karriere
Patrizia du Roy de Blicquy entstammt einer bekannten belgischen Adelsfamilie und erlernte das Skifahren in St. Anton am Arlberg. Als Skilehrer wurde Toni Spiss engagiert. Da es zu Beginn ihrer Karriere keinen eigenen Skiverband in Belgien gab, musste sie um Unterstützung beim französischen Verband ansuchen, um mit diesem Trainieren zu können.
Bei den Weltmeisterschaften 1962 in Chamonix sorgte sie für eine große Überraschung, als sie in der Abfahrt mit der hohen Startnummer 40 noch auf den sechsten Platz fuhr. Ihr Rückstand auf die drittplatzierte Barbara Ferries betrug nur vier Zehntelsekunden. Bis heute ist diese Platzierung das beste Ergebnis einer belgischen Skirennläuferin bei einem internationalen Großereignis.
In den darauffolgenden Jahren gehörte Patrizia du Roy de Blicquy zur erweiterten Weltspitze im Alpinen Skisport, wobei ihr der große Durchbruch versagt blieb.
Bei den Olympischen Winterspielen 1964 in Innsbruck gelang ihr als Achte des Slalomrennens ihr bestes Resultat, wobei die Wettkämpfe zugleich auch als Weltmeisterschaften gewertet wurden. 1965 gewann sie den Slalom beim Kriterium des ersten Schnees in Val-d’Isère.
1966 belegte sie beim Slalom des Arlberg-Kandahar-Rennen den vierten Platz. Bei den darauffolgenden Weltmeisterschaften im chilenischen Portillo konnte sie jedoch nicht an dieses Niveau anknüpfen. Sie erreichte lediglich den 25. Platz in der Abfahrt.
Danach ist sie als Rennläuferin nicht mehr in Erscheinung getreten.

## Erfolge

### Olympische Winterspiele
- Innsbruck 1964: 8. Slalom, 13. Abfahrt, 17. Riesenslalom

### Weltmeisterschaften
- Chamonix 1962: 6. Abfahrt, 24. Riesenslalom[6]
- Innsbruck 1964: 8. Slalom, 13. Abfahrt, 17. Riesenslalom
- Portillo 1966: 25. Abfahrt

### Weitere Erfolge
- Sieg beim Slalom des Kriteriums des ersten Schnees 1965
- 4. Platz beim Arlberg-Kandahar Slalom 1966
- 5. Platz bei der Arlberg-Kandahar Kombination 1966
- 10. Platz bei der Arlberg-Kandahar Abfahrt 1965